# 1657년
1657년은 월요일로 시작하는 평년이다.

## 연호
- 남명(南明) 영력(永曆) 11년
- 청(淸) 순치(順治) 14년
- 일본(日本) 메이레키(明暦) 3년
- 후 레 왕조(後黎朝) 틴득(盛德) 5년
- 막 왕조(莫朝) 투언득(順德) 20년

## 기년
- 남명(南明) 소종 영력제(昭宗 永曆帝) 11년
- 류큐(琉球) 쇼시쓰왕(尚質王) 10년
- 청(淸) 세조 순치제(世祖 順治帝) 14년
- 조선(朝鮮) 효종(孝宗) 8년
- 후 레 왕조(後黎朝) 신종(神宗) 복위 9년

## 탄생
- 1월 26일 - 캔터베리의 대주교 윌리엄 웨이크. (~1737년)
- 3월 24일 - 에도 중기의 무사, 유학자 아라이 하쿠세키. (~1725년)
- 7월 11일 - 프로이센 왕가의 초대 국왕 프리드리히 1세. (~1713년)
- 11월 11일 - 오스트리아의 장군 기도 폰 슈타렘베르크. (~1737년)

### 미상
- 조선 후기의 학자 이재. (~1730년)

## 사망
- 조선 후기의 문신 이재. (1606년~)